# Castillejos
Castillejos è una municipalità di quarta classe delle Filippine, situata nella Provincia di Zambales, nella regione di Luzon Centrale.
Castillejos è formata da 14 baranggay:
- Balaybay
- Buenavista
- Del Pilar
- Looc
- Magsaysay
- Nagbayan
- Nagbunga
- San Agustin
- San Jose (Pob.)
- San Juan (Pob.)
- San Nicolas
- San Pablo (Pob.)
- San Roque
- Santa Maria